# هندریکس ۶۰۶۶
سیارک ۶۰۶۶ (به انگلیسی: 6066 Hendricks، نامگذاری:1987SZ3) شش هزار و شصت و ششمین سیارک کشف شده‌است که در ۲۶ سپتامبر ۱۹۸۷ کشف شد.
قدر مطلق سیارک برابر ۱۴٫۰۰ است.